# Czerele
Czerele (lit. Čereliai) – kolonia na Litwie, w okręgu wileńskim, w rejonie wileńskim, w gminie Bujwidze, przy granicy z Białorusią.

## Historia
W dwudziestoleciu międzywojennym zaścianek leżący w Polsce, w województwie wileńskim, w powiecie wileńsko-trockim, do 1 kwietnia 1927 w gminie Bystrzyca, następnie w gminie Mickuny. W 1931 miejscowość liczyła 33 mieszkańców, zamieszkałych w 6 budynkach.
Po II wojnie światowej w granicach Związku Sowieckiego. Od 1991 na niepodległej Litwie.